# Roadracing-VM 1978
Roadracing-VM 1978 kördes över 11 tävlingar.
| Klass       | Mästare individuellt           | Mästare konstruktörer |
| ----------- | ------------------------------ | --------------------- |
| 500GP       | Kenny Roberts (Yamaha)         | Suzuki                |
| 350GP       | Kork Ballington                | Kawasaki              |
| 250GP       | Kork Ballington                | Kawasaki              |
| 125GP       | Eugenio Lazzarini (MBA)        | Minarelli             |
| 50GP        | Ricardo Tormo                  | Bultaco               |
| Sidvagn     | / Rolf Biland/Kenneth Williams | Yamaha                |
| Formula TT1 | Mike Hailwood (Ducati)         | -                     |
| Formula TT2 | Alan Jackson jr (PMS/Honda)    | -                     |
| Formula TT3 | Bill Smith (Honda)             | -                     |
| Formula 750 | Johnny Cecotto (Yamaha)        | -                     |

## 500GP
Kenny Roberts blev mästare efter att ha slagit Barry Sheene i en hård kamp över hela säsongen. Johnny Cecotto blev trea.

### Delsegrare
| Bana         | Vinnare          | Märke  |
| ------------ | ---------------- | ------ |
| San Carlos   | Barry Sheene     | Suzuki |
| Jarama       | Pat Hennen       | Suzuki |
| Salzburgring | Kenny Roberts    | Yamaha |
| Nogaro       | Kenny Roberts    | Yamaha |
| Mugello      | Kenny Roberts    | Yamaha |
| Assen        | Johnny Cecotto   | Yamaha |
| Spa          | Wil Hartog       | Suzuki |
| Gelleråsen   | Barry Sheene     | Suzuki |
| Imatra       | Wil Hartog       | Suzuki |
| Silverstone  | Kenny Roberts    | Yamaha |
| Nürburgring  | Virginio Ferrari | Suzuki |

### Slutställning
| Plats | Förare            | Märke  | Poäng |
| ----- | ----------------- | ------ | ----- |
| 1     | Kenny Roberts     | Yamaha | 110   |
| 2     | Barry Sheene      | Suzuki | 100   |
| 3     | Johnny Cecotto    | Yamaha | 66    |
| 4     | Wil Hartog        | Suzuki | 65    |
| 5     | Takazumi Katayama | Yamaha | 53    |
| 6     | Pat Hennen        | Suzuki | 51    |